# 南部馬
南部馬（なんぶうま）は、南部地方で飼育されていた日本在来馬の絶滅した品種である。

## 歴史
7世紀に朝廷が各地で馬産を行う牧を整備。奈良時代の初め頃には糠部郡（南部地方）は馬産地として朝廷に認知されていた。平安時代に入ると朝廷は重要性を認めて産馬の持ち出しを禁じた。武士の台頭と共に名馬の産地としてその名が広まった。
日本在来馬は体格が小さいものが多かったが、糠部郡の馬は古代から重厚な体格が有名で、駿馬が多く当時の武士にとっては最高の銘柄であった。貴重な馬であったため権力者も注目しており、源頼朝は馬産に精通していた臣下の南部光行を甲斐から糠部に入部させた。この南部を始祖とする南部氏が長らく南部地方を統治することとなった。甲斐から導入した馬と交配させて馬匹改良を行い、牧野整備を進めて大型の南部馬を作り上げた。
江戸時代になると南部氏が治める盛岡藩は、領内の9カ所に南部九牧と呼ばれる藩営牧場を設置。牧内には数頭の種牡馬と多数の繁殖牝馬が繋養されていた。生まれた仔馬は2歳になると吟味されて売買され、良馬は藩が優先的に引き取って調教。藩主の馬や神馬となったり、幕府や大名に献上される馬もいた。
また、江戸時代のような戦乱のない時は軍馬として活用できないが、南部馬の頑強さを活かして農耕馬として流通された。
明治以降も日本の近代化の過程で馬の重要性が増したことにより馬産は継続された。農耕馬の需要が増加し、輸送手段として馬車の利用も進んだ。更に戦争における騎兵戦や兵站輸送に馬が欠かせないことから軍馬の生産は国策となり、南部地方は軍馬の一大供給源となった。
しかし、軍馬の品種改良のためサラブレッドやアラブ種などと交配させたため、純血種は絶滅してしまった。

## 特徴
体高は平均145.4cmと当時の日本の馬としては大柄であった。また、乗馬向きと駄馬向きの2種類が存在した。